# 高玉剛
高玉剛（こう　ぎょうこう、中国語: 高玉刚、拼音: Gao Yugang）、字は禅心、号は楞厳居士。中国愛国擁軍書画院院務委員、遼寧省中日友好協会大連分会会長、大連市人民対外友好協会第五回常務理事、大連市中国とアセアン交流協会常務副会長兼秘書長、大連市青年書学研究会主席、大連市人民政府民族文化研究室副主任。
書画鑑定の分野に造詣が深い、軍地司法システムの重要な書画鑑定を何度も参加した。書画評論について、伝統的美学に立脚し、中国と西洋の文化を解け合って、観点が鋭くて、若い書道理論家である。長年にわたって伝統的文化理論研究と実行に取り組む。漢方、宗教、文芸評論、書道など多学科の神髄を身に着ける。その著書は権威ある刊行物に多く発表されている。アセアンと日本などに深い影響を与えた。